# 圖盧茲雅各賓修道院

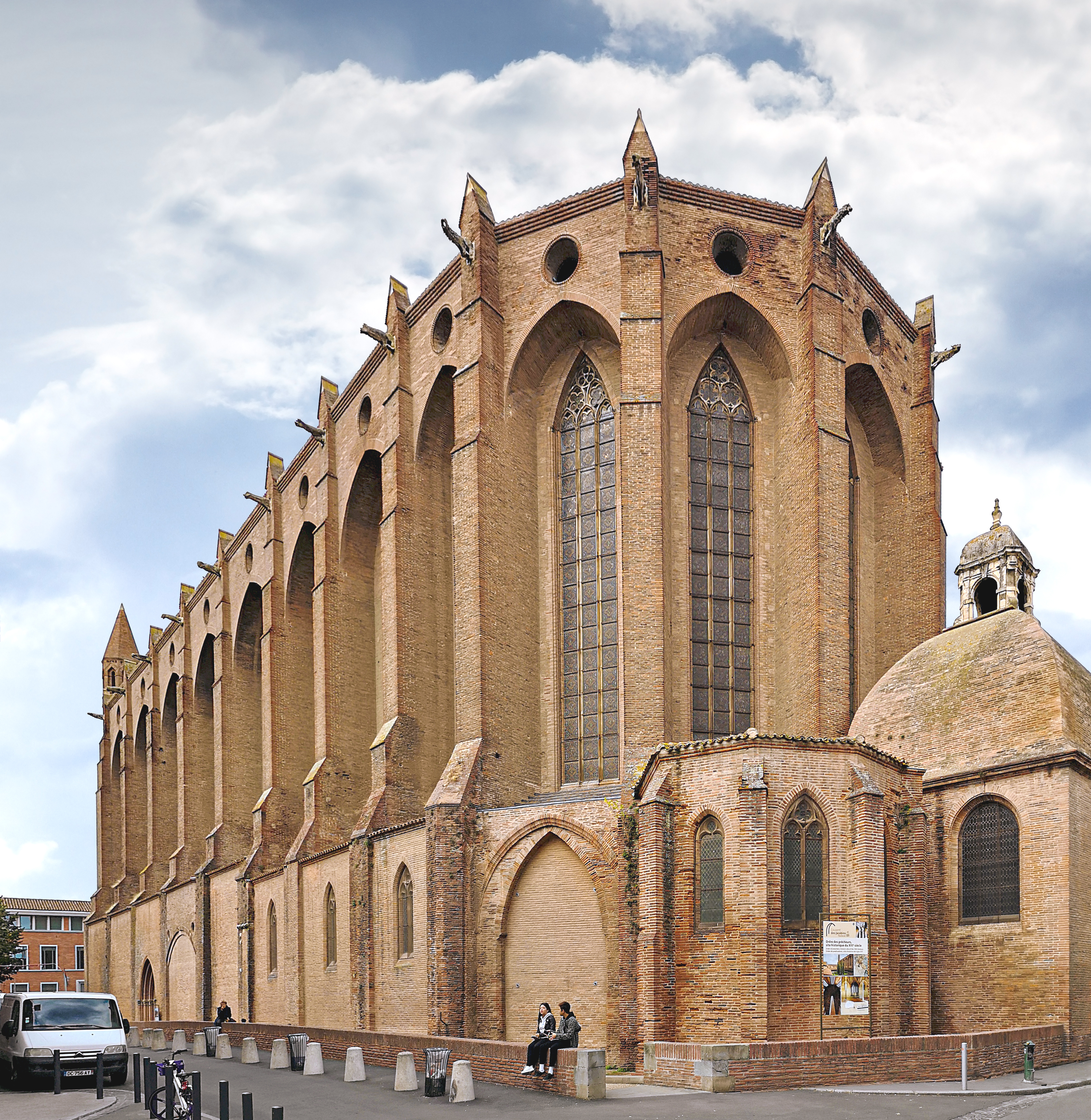
雅各賓教堂

圖盧茲雅各賓修道院（法語：Couvent des Jacobins de Toulouse）是法國城市圖盧茲的一座建築，曾作為羅馬天主教的教堂使用。它由一座名为“雅各宾教堂”的教堂、一座回廊、一间教会会议厅、一间餐厅和一座圣安东尼小教堂组成。

## 历史
它是一座建于1230年的大型磚石建築，其建築影響了哥特式建築的发展。法国大革命期间多明我会遭取缔后，该建筑曾用作多种用途。現在該建築被作為博物館使用。